# Marek Lichtenbaum
Marek Lichtenbaum (ur. 28 listopada 1876 w Warszawie, zm. 23 kwietnia 1943 tamże) – polski inżynier budowlany pochodzenia żydowskiego, w okresie międzywojennym członek władz Gminy Wyznaniowej Żydowskiej w Warszawie, w latach 1939–1942 zastępca przewodniczącego, a w latach 1942–1943 przewodniczący warszawskiego Judenratu.

## Życiorys

### Do 1939 roku
Urodził się 28 listopada 1876 roku w Warszawie. Przed II wojną światową wykonywał zawód inżyniera budowlanego. 
Udzielał się aktywnie w życiu warszawskiej społeczności żydowskiej. Gdy w styczniu 1937 roku władze sanacyjne postanowiły rozwiązać władze Gminy Wyznaniowej Żydowskiej w Warszawie, był jednym z dziewięciu znanych działaczy społecznych, których zaproszono do Tymczasowej Rady Przybocznej przy komisarycznym prezesie gminy Maurycym Mayzlu.
W ramach obowiązków związanych z zasiadaniem we władzach komisarycznych był m.in. członkiem komisji badającej sytuację budżetową gminy. Ponadto pełnił funkcję przewodniczącego wydziału gospodarczego oraz zastępcy przewodniczącego wydziału cmentarnego.

### Wrzesień 1939 roku
Gdy 1 września 1939 roku hitlerowskie Niemcy rozpoczęły najazd na Polskę, Lichtenbaum pozostał w Warszawie. Tymczasem 6 września stolicę opuścił prezes Maurycy Mayzel. Jego zniknięcie pogrążyło gminę żydowską w chaosie. W tych okolicznościach 20 września Komisarz Cywilnej Obrony Warszawy Stefan Starzyński polecił radcom gminy wykonywanie obowiązków tymczasowego przewodniczącego, wyznaczając jednocześnie Adama Czerniakowa na „przewodniczącego obrad”, a Lichtenbauma – na jego zastępcę. Lichtenbaum był także rozważany jako jeden z dwóch kandydatów na stanowisko komisarycznego prezesa gminy. Ostatecznie jednak 23 września prezydent Starzyński postanowił również to stanowisko powierzyć Czerniakowowi, podczas gdy Lichtenbauma wyznaczył na jego zastępcę.
W czasie oblężenia Warszawy Lichtenbaum uczestniczył w organizowaniu Żydowskiego Komitetu Obywatelskiego, a następnie wszedł w skład jego pięcioosobowej egzekutywy. Gdy 13 września, w święto Rosz ha-Szana, zamieszkana przez Żydów dzielnica północna padła ofiarą szczególnie silnych nalotów Luftwaffe, był obok Czerniakowa jedną z osób, które najbardziej aktywnie włączyły się w akcję usuwania zniszczeń i niesienia pomocy poszkodowanym.

### Judenrat i getto warszawskie
Na początku października 1939 roku, krótko po wkroczeniu wojsk niemieckich do Warszawy, na żądanie dowództwa Einsatzgruppe IV utworzono 24-osobową Radę Żydowską (niem. Judenrat) z Adamem Czerniakowem jako przewodniczącym. Lichtenbaum znalazł się w jej pierwszym okupacyjnym składzie. Był formalnie zastępcą przewodniczącego.
Gdy w kwietniu 1940 roku Niemcy nakazali wzniesienie murów wokół obszaru przyszłego getta, Lichtenbaum nadzorował ich budowę z ramienia Judenratu. W późniejszym czasie każdorazowo nadzorował przebudowy murów, wymuszone częstymi zmianami granic dzielnicy zamkniętej. Był także członkiem komisji ds. szpitalnictwa działającej przy wydziale zdrowia Judenratu. Wielokrotnie towarzyszył Czerniakowowi podczas spotkań z przedstawicielami władz okupacyjnych.
Lichtenbaum nie cieszył się w getcie warszawskim dobrą opinią; określano go mianem „mizernej kreatury, warchoła i gbura”. Niemniej Czerniaków cenił Lichtenbauma za jego talenty organizacyjne oraz twardość charakteru, która pozwalała mu dyscyplinować urzędników Judenratu i pracowników gettowych przedsiębiorstw, do czego z kolei bardziej łagodny z natury przewodniczący niezbyt się nadawał. Złą opinią cieszyli się także dwaj synowie Lichtenbauma. Uważano ich za przedstawicieli „złotej młodzieży”, a także za „macherów”, którzy wraz z ojcem dorabiają się kosztem Judenratu. Niemniej Czerniaków cenił ich za lojalność, a jeden z młodych Lichtenbaumów służył mu nawet jako pośrednik w kontaktach z władzami niemieckimi.
W lutym 1940 roku Lichtenbaum został wraz z Czerniakowem zatrzymany na ulicy przez niemieckich policjantów, którzy zamierzali zabrać ich do robót przymusowych. Został wtedy pobity nahajką. 6–10 kwietnia 1941 roku został wraz z Czerniakowem pobity i na krótko aresztowany. Aby go dodatkowo upokorzyć, zgolono mu wąsy. Według niektórych relacji po tym doświadczeniu Lichtenbaum stał się znacznie bardziej uległy wobec okupanta.
23 lipca 1942 roku, w drugim dniu wielkiej akcji deportacyjnej w getcie warszawskim, Czerniaków popełnił samobójstwo nie chcąc współpracować z hitlerowcami przy wywózkach do obozu zagłady w Treblince. Nowym przewodniczącym Judenratu Niemcy wyznaczyli Lichtenbauma. W czasie „wielkiej akcji” okazywał im całkowitą uległość. W sierpniu 1942 roku został przewodniczącym wydziału prezydialnego Judenratu.
Po zakończeniu „wielkiej akcji” Lichtenbaum pozostał przewodniczącym Judenratu. Jesienią 1942 roku zamieszkał w domu przy ul. Muranowskiej 40. W praktyce jego funkcja stała się jednak fasadowa, gdyż Rada została pozbawiona jakichkolwiek istotnych kompetencji. Niemniej Niemcom zależało na stworzeniu w getcie pozorów normalności. Z tego powodu pod koniec października lub na początku listopada 1942 roku – po raz pierwszy w historii warszawskiego Judenratu – przewodniczący został wezwany na rozmowę z dowódcą SS i policji w dystrykcie warszawskim SS-Oberführerem Ferdinandem von Sammern-Frankeneggiem.
Po tzw. akcji styczniowej w 1943 roku działalność Judenratu praktycznie ustała. Od tego momentu Rada ograniczała się niemal wyłącznie do załatwiania spraw związanych z aprowizacją. Lichtenbaum w rozmowach z Niemcami przyznawał, że nie ma już żadnego wpływu na sytuację w getcie, gdyż realną władzę przejęła w nim Żydowska Organizacja Bojowa. Został zmuszony, by wyasygnować z kasy Judenratu 250 tys. złotych dla ŻOB na zakup broni, gdyż bojownicy zagrozili mu, iż w przypadku odmowy zabiją jego syna.
19 kwietnia 1943 roku Niemcy przystąpili do ostatecznej likwidacji getta, na co żydowski ruch oporu odpowiedział zbrojnym powstaniem. W momencie rozpoczęcia niemieckiej „akcji” Lichtenbaum wraz z kilkoma innymi radcami został osadzony w charakterze zakładnika w tzw. Befehlstelle przy ul. Żelaznej 103. Cztery dni później zaprowadzono ich na Umschlagplatz, gdzie zostali rozstrzelani, a ich zwłoki wyrzucono na śmietnik.